# 米夏埃尔·彼得
米夏埃尔·彼得（德語：Michael Peter，1949年5月7日—1997年10月23日），德国男子曲棍球运动员。他曾代表西德参加1972年、1976年和1984年夏季奥林匹克运动会曲棍球比赛，获得一枚金牌和一枚银牌。